# Markus Reiner
Markus Reiner (hebrejsky: מרכוס ריינר, žil 5. ledna 1886 – 25. dubna 1976) byl izraelský vědec a jedna z hlavních osob reologie. V roce 1958 mu byla udělena Izraelská cena. Ta je udílena od roku 1953 a patří mezi nejvyšší izraelská státní vyznamenání.

## Biografie
Narodil se v Černovici na Bukovině, v tehdejším Rakousku-Uhersku. Vystudoval stavební inženýrství na Technische Hochschule ve Vídni (Vídeňská technologická univerzita). Po ukončení studií se přestěhoval do Berlína, Essenu, po první světové válce zpět do Černovic a nakonec podnikl aliju do britské mandátní Palestiny, kde pracoval jako stavební inženýr pro mandátní správu. Po založení Izraele se stal profesorem na Technionu v Haifě. Na jeho počest tato univerzita později zavedla Markus Reiner Chair in Mechanics and Rheology.

## Výzkum
Reiner nebyl pouze klíčovou postavou reologie, ale společně s Eugenem C. Binghamem tento termín zavedl a založil vědeckou společnost pro studium v rámci reologie. Kromě termínu reologie a svých publikací je znám pro Buckingham-Reinerovu rovnici, Reiner-Riwlinovu rovnici, Debořino číslo a efekt čajové konvice.